# Antidepressivi noradrenergici e serotoninergici specifici
Gli antidepressivi noradrenergici e serotoninergici specifici, noti anche con l'acronimo NaSSA (dall'inglese noradrenergic and specific serotonergic antidepressant), sono una classe di antidepressivi che aumentano la neurotrasmissione di noradrenalina e serotonina grazie al blocco dei recettori adrenergici alfa-2 e al contemporaneo blocco di alcuni recettori serotoninergici.

## Indicazioni
Sono efficaci nel trattamento della depressione quanto gli altri antidepressivi, e avendo una leggera azione sedativa, sono preferiti nelle forme caratterizzate da eccessiva ansia e insonnia.

## Elenco di NaSSA
- Mianserina (Lantanon)
- Mirtazapina (Remeron)